# أنتوني إي. روسو
أنتوني إي. روسو (بالإنجليزية: Anthony E. Russo)‏ هو سياسي أمريكي، ولد في 1926. انتخب عضو مجلس ولاية نيوجيرسي.